# هربرت ويخمان
هربرت ويخمان (بالألمانية: Herbert Weichmann)؛ (23 فبراير 1896,لاندسبيرج (حاليا تقع في بولندا) - 9 أكتوبر 1983, هامبورغ).وهو سياسي ألماني و محامي يهودي ينتمي إلى الحزب الديمقراطي الاجتماعي(SPD) . شغل ويخمان منصب عمدة مدينة هامبورغ مابين عامي 1965 - 1971 كما شغل كذلك منصب رئيس البوندسرات مابين عامي 1968 - 1969.

## روابط خارجية
- هربرت ويخمان على موقع مونزينجر (الألمانية)
- هربرت ويخمان على موقع ميوزك برينز (الإنجليزية)